# Adísia Sá
Maria Adísia Barros de Sá (Cariré, 7 de noviembre de 1929), más conocida artísticamente como Adísia Sá, es una locutora de radio, presentadora de televisión, escritora, profesora, y periodista brasileña.

## Formación académica
En 1954, Adísia Sá obtuvo su licenciatura en Filosofía Pura, por la Facultad Católica de Filosofía de Ceará, y una maestría por la Facultad de Filosofía de Ceará, en 1962. Fue profesora de la UNIFOR (Universidad de Fortaleza) y profesora titular de la UFC (Universidad Federal de Ceará).
En 1969, obtuvo la cátedra de Profesora en Metafísica, donde permaneció como docente catedrática hasta 1984, cuando se trasladó también como profesora titular de la UFC y de la UECE (Universidad Estadual de Ceará). En ese ínterin, fue profesora asistente en el Curso de Periodismo y luego profesora titular en el curso de Comunicación Social, del Departamento de Comunicación Social y Biblioteconomía.

## Periodismo
En 1955, se inició en la carrera periodística en el diario "Gazeta de Notícias". Trabajó también en los periódicos O estado, O Dia, y O povo, donde se convirtió en la primera mujer en asumir el papel de ombudsman en la prensa nordestina, en 1994. Ejerció el cargo desde 1997 a 2000, siendo a continuación nombrada ombudsman emérita de los periódicos. También poseyó la misma función en la radio Rádio AM O Povo / CBN, entre los años de 1998 hasta 1999. Adísia Sá fue también periodista en la televisión, como comentarista de la TV Jangadeiro, TV Com, y TV Manchete. Fue una pionera, juntamente con otros colegas, en la implementación del primer curso de Periodismo en Ceará.
Fue miembro fundadora del Curso de Periodismo de la UFC y de la "Associação Brasileira de Ouvidores (Asociación Brasileña de Defensores del Pueblo") (acrónimo en idioma portugués ABO), de la Sección Ceará. Y como periodista también ocupó diversos cargos de dirección en entidades de clase: ACI (Asociación Cearense de Prensa), Sindicato de los Periodistas de Ceará, y de la Comisión Nacional de Ética de la FENAJ (Federación Nacional de los Periodistas).

## Algunas publicaciones
Paralelo a sus trabajos como periodista, Adísia Sá lanzó 13 libros publicados en las áreas de la filosofía, periodismo, y literatura:
- Biografia de um Sindicato. Edições UFC, 146 p. 1981

- Capitu conta Capitu, 104 p. 1992

- Clube dos Ingênuos

- Em busca de Iracema[5]

- Ensino de Filosofia no Ceará (coordinadora), 282 p. 1972

- Ensino de Jornalismo no Ceará

- Fenômeno Metafísico, 163 p. 1973

- Fundamentos Científicos da Comunicação (coordinadora). Vol. 5 de Coleção Meios de comunicação social; 8: Série Manuais. Compilado por Adísia Sá. Editor Vozes, 287 p. 1973

- Introdução à Filosofia

- Metafísica para quê?

- O Jornalista Brasileiro. 2ª edición de Fundação Demócrito Rocha, 640 p. ISBN 8586375276, ISBN 9788586375279 1999

- Ombudsmen / Ouvidores: Transparência, Mediação e Cidadania (coletânea de textos sobre o assunto). Con Fátima Vilanova, Roberto Maciel. Edições Demócrito Rocha, 245 p. ISBN 8575292188, ISBN 9788575292181 2004

- Traços de União. Eds. Fundação Demócrito Rocha, 325 p. ISBN 8586375195, ISBN 9788586375194 1999

- Adísia Sá, uma biografia. Con Luiza Helena Amorim. Omni Editora, 126 p. ISBN 8588661179, ISBN 9788588661172 2005

## Honores

### Homenajes
En su carrera, ganó varios premios por el reconocimiento de su trabajo frente al periodismo. En 2004 la FANOR (Facultades Nordeste), Fortaleza, instaló la Cátedra Adísia Sá de Periodismo, con el objetivo de promover discusiones sobre la ética en los medios de comunicación de masas.
En 2005, fue homenajeada con la publicación del libro "Adísia Sá - Uma biografia", de Luíza Helena Amorim.
En 2009, el Jornal O estado creó, juntamente con el Instituto Venelouis Xavier Pereira, el "Concurso Cultural Adísia Sá de Periodismo", con el propósito de incentivar y de premiar la creatividad y el talento de los estudiantes de todos los semestres de las Facultades de periodismo de Fortaleza.
- Medalha da Abolição (Medalla de la Abolición)[9]

## Actualidad
En la actualidad Adísia Sá es columnista semanal del diario "O Povo" y comentarista diaria en la Radio AM do Povo / CBN, Rádio Tempo e TV Fortaleza.